# Гранит (село)
Гранит (болг. Гранит) — село в Болгарии. Находится в Старозагорской области, входит в общину Братя-Даскалови. Население составляет 680 человек.

## Политическая ситуация
В местном кметстве Гранит, в состав которого входит Гранит, должность кмета (старосты) исполняет Антоний Маринов Димитров (коалиция в составе 4 партий: ВМРО — Болгарское национальное движение, Демократы за сильную Болгарию (ДСБ), Земледельческий народный союз (ЗНС), Союз демократических сил (СДС)) по результатам выборов.
Кмет (мэр) общины Братя-Даскалови — Ваня Тодорова Стоева (коалиция партий: Болгарская социалистическая партия (БСП), национальное движение «Симеон Второй» (НДСВ)) по результатам выборов.

## Известные уроженцы
В селе родился болгарский геолог и палеонтолог Стойчо Бресковски.